# المرأة في بنين
النساء في بنين شهدت حقوق المرأة في بنين تحسن بشكل ملحوظ منذ استعادة الديمقراطيةوالتصديق على الدستور، وإقرار قانون الأسرة ومسائل الأحوال الشخصية في عام 2004، اللذان تجاوزان مختلف العادات التقليدية التي تعامل المرأة بصورة غير متكافئة مع الرجل. ومع ذلك، لا يزال التمييز وعدم المساواة قائمين." تشارك الفتيات في سن الخامسة أو ما يقارب ذلك بنشاطات متنوعة كالقيام في الأعمال المنزلية ورعاية الأشقاء والزراعة. يرى المجتمع أن دور المرأة يقتصر على الأعمال المنزلية، أوأن تكون خادمة، أو جليسة أطفال.
دور المرأة هو أن تكون ربة منزل ولا شيء أخر على الإطلاق، في حين تمتلك المرأة الكثير من الإمكانات الأخرى التي تخولها لتكون أكثر من مجرد ربة منزل. مع تولي القوانين مسؤولية الوظائف التي من الممكن أن تتولها المرأة تنطبق هذه القواعد على النساء حسب جنسهن ولم يشهد هذا القانون أي تغير منذ فترة. ويعتبر التميز العنصري موجود داخل القوانيين التي تميز في توزيع الوظائف بين الرجل والمرأة.
تعدد الزوجات والزواج بالإكراه غير قانونيين لكنهما لا يزالان يحدثان. إن تطبيق قانون مكافحة الاغتصاب، الذي قد تصل عقوبته إلى السجن لمدة خمس سنوات، يعوقه الفساد، وعمل الشرطة غير الفعال، والخوف من وصمة العار الاجتماعية. يؤدي عدم كفاءة الشرطة إلى تحويل معظم الجرائم الجنسية إلى جنح. ينتشر العنف المنزلي على نطاق واسع، مع عقوبات تصل إلى 3 سنوات في السجن، لكن النساء يترددن في الإبلاغ عن الحالات والسلطات لا تتدخل على اعتبارها أمورًا خاصة.
تشويه الأعضاء التناسلية للإناث هو انتهاك لحقوق الإنسان معترف به دولياً.وهوأكبر انتهاك لحقوق الإنسان في بنين. تعرضت حوالي 13 بالمائة من النساء والفتيات له (أكثر من 70 بالمائة في بعض المناطق والقبائل)، وهو ما يعتبر مخالفًا للقانون ونادرا ما يتم فرضه.الدعارة، وخاصة دعارة الأطفال من الامور السائدة والتي تعززها السياحة الجنسية.كما أن التحرش الجنسي من الأمور الشائعة جدا أيضاً، حيث تتعرض العديد من الطالبات للإيذاء من قبل معلميهن. " يريد المجتمع الحفاظ على أدوار المرأة والرجل التقليدية لأن الرجال يسسطرون على علاقتهم. نظرًا لرغبة المجتمع في الحفاظ على التسلسل الهرمي الاجتماعي حيث يكون الرجل في أعلى التسلسل الهرمي بينما تكون النساء في الاسفل، لذا فإنهن يرغبن في الاحتفاظ به دون تغيير. هذا التمييز ضد النساء يقلل من ثقتهن ويعزز لديهم فكرة انهن مخلوقات ضعيفة التسلسل الهرمي بينما يبقى الذكر الجنس المتفوق. تكافح النساء والفتيات من بنين لإيجاد فرصة ليصبحن فردًا وليس كائنًا بشريًا غير موجود. وأحد مساوئ كونك امرأة في بنين هو الافتقار إلى النزعة الفردية التي تتعارض مع تقاليدها الثقافية القائمة على الأدوار الجنسانية التي أنشأتها مثل الطريقة التي ينبغي أن تتصرف بها المرأة بشكل مناسب في مجتمعها.
على الرغم من أنها جريمة جنائية يعاقب عليها بالسجن لمدة تصل إلى عامين، إلا أن تطبيقها ضعيف. لم تعد العادات المحلية غير المواتية للمرأة تتمتع بقوة القانون في بنين، حيث تتمتع المرأة بحقوق متساوية بموجب الدستور، بما في ذلك المسائل المتعلقة بالزواج والميراث. ومع ذلك، فإنهن يتعرضن لقدر كبير من التمييز الاجتماعي والتمييز الوظيفي بسبب المواقف التقليدية والتميز العنصري، ويواجهن صعوبة أكبر في الحصول على الائتمان وفي بعض الاحيان لا يكون للأرامل الحق في إدارة ممتلكاتهن الخاصة.تلعب النساء في المناطق الريفية أدوارًا ثانوية ويقومن بقدر كبير من الأعمال الشاقة. [5] وقد عاشت هؤلاء النساء تحديات نتيجة الإهمال والإهانة في بنين بسبب القواعد التي وضعها الرجال. حتى الآن لا يزال هناك رجال يستمرون في توجيه التعليقات السلبية للنساء. «الرجال، بدورهم، يعرفون أنهم يتمتعون بالعديد من المزايا التي يعتبرونها طبيعية تمامًا.»
النساء اللواتي تعرضن للتمييز أو الإساءة يحتفظن بأفكارهن في صمت بانتظار فرصة تحدث تغيير لهن وللجيل القادم من أجل تمكين المرأة.وبوسع المرأة أن تسعى إلى الحصول على المساعدة من منظمة المرأة في القانون والتنمية في بنن، ورابطة الحقوقيات في بنن (AFJB)، ومبادرة المرأة للعدالة والتمكين من خلال مشروع تمكين منظمة الرعاية الدولية. أثنى تقرير أميركي 2012 على بنن لتأسيسها المجلس الوطني لتعزيز الإنصاف والمساواة بين الجنسين. وفي هذا السياق، لا يمكن للمرأة أن تلتمس المساعدة.